# Мауриций Иосиф Савойский
Маури́ций Ио́сиф Саво́йский (итал. Maurizio Giuseppe di Savoia), он же Маури́ций Ио́сиф Мари́я Саво́йский (итал. Maurizio Giuseppe Maria di Savoia; 13 сентября 1762, Турин, Сардинское королевство — 2 сентября 1799, Альгеро, Сардинское королевства) — принц из Савойского дома, герцог Монферрато. Губернатор Сассари и Логудоро с июня по сентябрь 1799 года.
Командовал армией сардинского королевства во время войны с Первой французской республикой. Кавалер Высшего ордена Святого Благовещения (1773).

## Биография
Мауриций Иосиф родился в Королевском дворце в Турине 13 (или 23) сентября 1762 года. Принц был четвёртым сыном и девятым ребёнком в многодетной семье Виктора Амадея III, короля Сардинии и князя Пьемонта и Марии Антонии Фердинанды Испанской, инфанты из дома Бурбонов. По отцовской линии он приходился внуком Карлу Эммануилу III, королю Сардинии и князю Пьемонта и Поликсене Гессен-Рейнфельс-Ротенбургской, принцессе из Гессенского дома. По материнской линии был внуком Филиппа V, короля Испании и Изабеллы Пармской, принцессы из дома Фарнезе.
При крещении ему были даны имена Мауриция Иосифа Марии. Сразу после рождения принц получил титул герцога Монферрато. По этому случаю в столице герцогства, городе Казале, прошли торжества. Кроме титула герцога Монферрато, Мауриций Иосиф также носил титулы князя Ниццы и маркиза Верруа. Апанаж принца равнялся двадцати миллионам пьемонтских скудо. В 1773 году, после коронации отца, он оказался третьим в линии наследования престола Сардинского королевства. В том же году принц стал кавалером Высшего ордена Святого Благовещения.
В отличие от религиозного старшего брата Карла Эммануила, Мауриций Иосиф любил придворную жизнь и входил в группу, сформировавшуюся вокруг другого старшего брата Виктора Эммануила. Членами этого «братского союза» (fradlanza) также были его младшие братья Карл Феликс и Иосиф Бенедикт.
Командовал Монферратским полком. Во время Первой коалиционной войны в звании генерал-капитана был одним из трёх главнокомандующих армии Сардинского королевства. После оккупации французской республиканской армией континентальных владений Савойского дома, принц был вынужден покинуть родину и, вместе с другими членами королевской семьи, поселился на острове Сардиния. В июне 1799 года старший брат Мауриция Иосифа, король Карл Эммануил IV назначил его губернатором Сассари и Логудоро — территории на севере Сардинии.
2 сентября 1799 года Мауриций Иосиф скоропостижно скончался от малярии. По предположению врачей принц заразился за несколько дней до смерти, когда по дороге из Сассари в Альгеро проехал по территории Нурры, поражённой этой болезнью. Он был похоронен в соборе Непорочной Девы Марии в Альгеро. В 1806 году над могилой принца был установлен надгробный памятник в стиле неоклассицизма работы скульптора Феличе Фесты. Мауриций Иосиф не был женат и не оставил потомства.